# サラゼン
サラゼン（Sarazen、1921年 - 1940年）は、アメリカ合衆国のサラブレッドの競走馬。1920年代のアメリカ競馬界で活躍し、2年連続でアメリカ年度代表馬となった。1957年にアメリカ競馬殿堂入りを果たした。

## 経歴
フィル・T・チン大佐の所有していたヒムヤースタッドで生産されたサラブレッドである。フィル所有のもとで競走馬を目指したが、サラゼンは競走馬に向かない気性の荒さをもっていたため、デビューする前から去勢が施されていた。体高（キ甲＝首と背の境から足元まで）は15ハンド（約152センチメートル）程度と、牡馬としてはかなり小柄な馬であった。
2歳から競走馬デビューし、デビューから3連勝を飾った。その後フィルはヴァージニア・フェア・ヴァンダービルトと交渉の末、サラゼンを多額の金銭で売り渡した。このとき、調教師もマックス・ヒルシュに替わった。この年はその後も7戦をこなし、その全てで勝利した。勝鞍にはシャンペンステークスなどのステークス競走も含まれていた。
年が明けて3歳、サラゼンの陣営も大競走を目指して調整したが、サラゼン自身の体調不良のため、シーズン前半の大競走に出られずにいた。
しかし本格復帰すると再び強さを見せつけ、カーターハンデキャップやマンハッタンハンデキャップといった大競走でも勝ち星を挙げた。ほか、同年に行われていた国際競走インターナショナルスペシャルの第3戦（ラトニア競馬場）に出走し、ベルモントステークス馬マッドプレイや、ケンタッキーオークス馬プリンセスドリーン、同競走のためにフランスから来たエピナードなどの強豪が出走する中、これらを抑えて優勝した。これらの活躍により、サラゼンはアメリカ年度代表馬に選出され、また後年にはこの年の最優秀3歳牡馬に選出された。
せん馬であるサラゼンはその後も長く競走生活を続け、1925年の4歳シーズンではディキシーハンデキャップ勝ちなど10戦中5勝を挙げる活躍を見せ、昨年に続いて年度代表馬に選出された。翌年1926年もメトロポリタンハンデキャップなどに勝っているが、すでに競走馬としての能力が衰え始めており、評価はアメリカ最優秀古牡馬にとどまった。1927年・1928年には合わせて9戦をこなすも勝ち星はなく、1928年をもって引退した。
引退後はレキシントンのブルックデールファームに繋養され、1940年12月12日に死亡（19歳）するまでそこで余生を送った。後の1957年、アメリカ競馬名誉の殿堂博物館はサラゼンの競走成績を評価し、同馬を殿堂馬の一頭として加えると発表した。

## 評価

### 主な勝鞍
※当時はグレード制未導入
1923年（2歳） 10戦10勝
シャンペンステークス、オークデールハンデキャップ、ナショナルスタリオンステークス、ローレルスペシャル
1924年（3歳） 12戦8勝
カーターハンデキャップ、マンハッタンハンデキャップ、サラナクステークス、インターナショナルスペシャルNo.3、アヴァーンハンデキャップ、メリーランドハンデキャップ、ヒューロンハンデキャップ、フリートウィングハンデキャップ
1925年（4歳） 10戦5勝
アヴァーンハンデキャップ（連覇）、ディキシーハンデキャップ、フリートウィングハンデキャップ（連覇）、ガズデン・D・ブライアンメモリアルハンデキャップ
1926年（5歳） 14戦4勝
メトロポリタンハンデキャップ、ディキシーハンデキャップ（連覇）
1927年（6歳） 4戦0勝
1928年（7歳） 5戦0勝

### 年度代表馬
- 1924年 - アメリカ年度代表馬、最優秀3歳牡馬
- 1925年 - アメリカ年度代表馬、最優秀古牡馬
- 1926年 - アメリカ最優秀古牡馬

### 表彰
- 1957年 - アメリカ競馬名誉の殿堂博物館により、殿堂馬として選定される。
- 1999年 - ブラッド・ホース誌の選ぶ20世紀のアメリカ名馬100選において、第92位に選ばれる。

## 血統表
| サラゼンの血統                  | サラゼンの血統                                                                                               | サラゼンの血統                                                                                               | （血統表の出典）                                                                                             | （血統表の出典） |
| 父系                            | ドミノ系（ヒムヤー系）                                                                                       | ドミノ系（ヒムヤー系）                                                                                       | ドミノ系（ヒムヤー系）                                                                                       |                  |
| 父 High Time 1916 栗毛 アメリカ | 父の父Ultimus 1906 栗毛 アメリカ                                                                             | Commando | Domino | Domino           |
| 父 High Time 1916 栗毛 アメリカ | 父の父Ultimus 1906 栗毛 アメリカ                                                                             | Commando | Emma C. |                  |
| 父 High Time 1916 栗毛 アメリカ | 父の父Ultimus 1906 栗毛 アメリカ                                                                             | Running Stream                                                                                               | Domino | Domino           |
| 父 High Time 1916 栗毛 アメリカ | 父の父Ultimus 1906 栗毛 アメリカ                                                                             | Running Stream                                                                                               | Dancing Water                                                                                                |                  |
| 父 High Time 1916 栗毛 アメリカ | 父の母Noonday 1989 栗毛 アメリカ                                                                             | Domino | Himyar | Himyar           |
| 父 High Time 1916 栗毛 アメリカ | 父の母Noonday 1989 栗毛 アメリカ                                                                             | Domino | Mannie Gray                                                                                                  |                  |
| 父 High Time 1916 栗毛 アメリカ | 父の母Noonday 1989 栗毛 アメリカ                                                                             | Sundown | Springfield                                                                                                  | Springfield      |
| 父 High Time 1916 栗毛 アメリカ | 父の母Noonday 1989 栗毛 アメリカ                                                                             | Sundown | Sunshine |                  |
| 母 Rush Box 1915 鹿毛 アメリカ  | 母の父Box 1894 栗毛 アメリカ                                                                                 | Order | Bend Or | Bend Or          |
| 母 Rush Box 1915 鹿毛 アメリカ  | 母の父Box 1894 栗毛 アメリカ                                                                                 | Order | Angelica |                  |
| 母 Rush Box 1915 鹿毛 アメリカ  | 母の父Box 1894 栗毛 アメリカ                                                                                 | Pandora | Rayon Dor | Rayon Dor        |
| 母 Rush Box 1915 鹿毛 アメリカ  | 母の父Box 1894 栗毛 アメリカ                                                                                 | Pandora | Blue Grass Belle                                                                                             |                  |
| 母 Rush Box 1915 鹿毛 アメリカ  | 母の母Sallie Ward 1909 青鹿毛 アメリカ                                                                       | Singleton | St. Simon | St. Simon        |
| 母 Rush Box 1915 鹿毛 アメリカ  | 母の母Sallie Ward 1909 青鹿毛 アメリカ                                                                       | Singleton | Field Azure                                                                                                  |                  |
| 母 Rush Box 1915 鹿毛 アメリカ  | 母の母Sallie Ward 1909 青鹿毛 アメリカ                                                                       | Belle Nutter                                                                                                 | Faraday | Faraday          |
| 母 Rush Box 1915 鹿毛 アメリカ  | 母の母Sallie Ward 1909 青鹿毛 アメリカ                                                                       | Belle Nutter                                                                                                 | Sarah F. F-No.20                                                                                             |                  |
| 母系(F-No.)                     | (FN:20) | (FN:20) | (FN:20) | [ § 2 ]          |
| 5代内の近親交配                 | Domino 父内3x4x4=25.00%、 Himyar 4x5x5x5=15.63%、 Angelica・St. Simon 母内4x4=12.50%、 Bend Or 母内4x5=9.38% | Domino 父内3x4x4=25.00%、 Himyar 4x5x5x5=15.63%、 Angelica・St. Simon 母内4x4=12.50%、 Bend Or 母内4x5=9.38% | Domino 父内3x4x4=25.00%、 Himyar 4x5x5x5=15.63%、 Angelica・St. Simon 母内4x4=12.50%、 Bend Or 母内4x5=9.38% | [ § 3 ]          |
| 出典                            | 1. 2. 3. | 1. 2. 3. | 1. 2. 3. | 1. 2. 3.         |

## 備考
1. ↑  当時はまだアメリカクラシック三冠の体系は形成されていなかったものの、ベルモントステークスを始めとするそれらの競走は3歳牡馬の目標としてすでに位置づけられていた。アメリカクラシック三冠の概念が誕生するのは1930年のことである。
2. 1 2  “Sarazen”.   equineline.com. 2019年10月8日閲覧。
3. ↑  “Family 20”. www.bloodlines.net. 2019年10月8日閲覧。